# Axporama

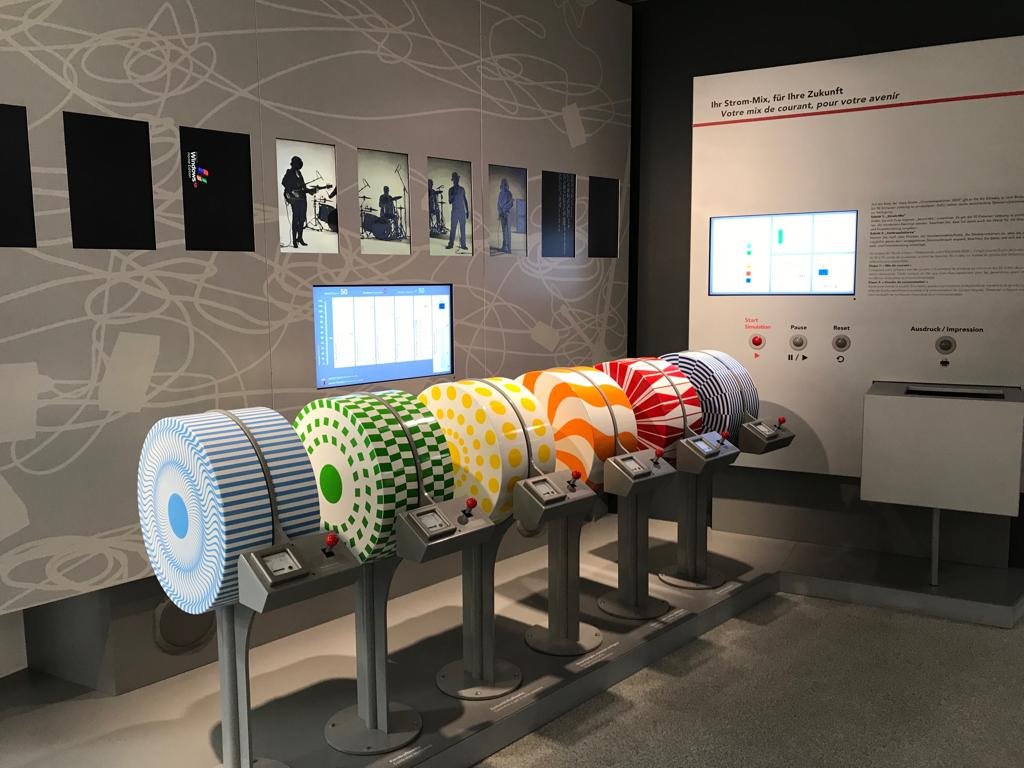
Energie-Mixer aus dem Axporama

Das Axporama (rama aus dem griech. für schauen) in Böttstein war ein Besucherzentrum zum Thema Energie, welches 2006 eröffnet und Ende 2020 geschlossen wurde. Die Ausstellung «Leben mit Energie» bot spielerisches Lernen für klein und groß. Das Axporama war für Schulklassen, Firmen und Vereine geeignet. Es bot neben der Führung im Axporama auch noch drei weitere Module: das Wasser- und Kernkraftwerk in Beznau sowie das Zwilag (Zwischenlager) in Würenlingen. Das Axporama empfing jährlich über 11 000 Besucher.

## Vorgeschichte der Axpo

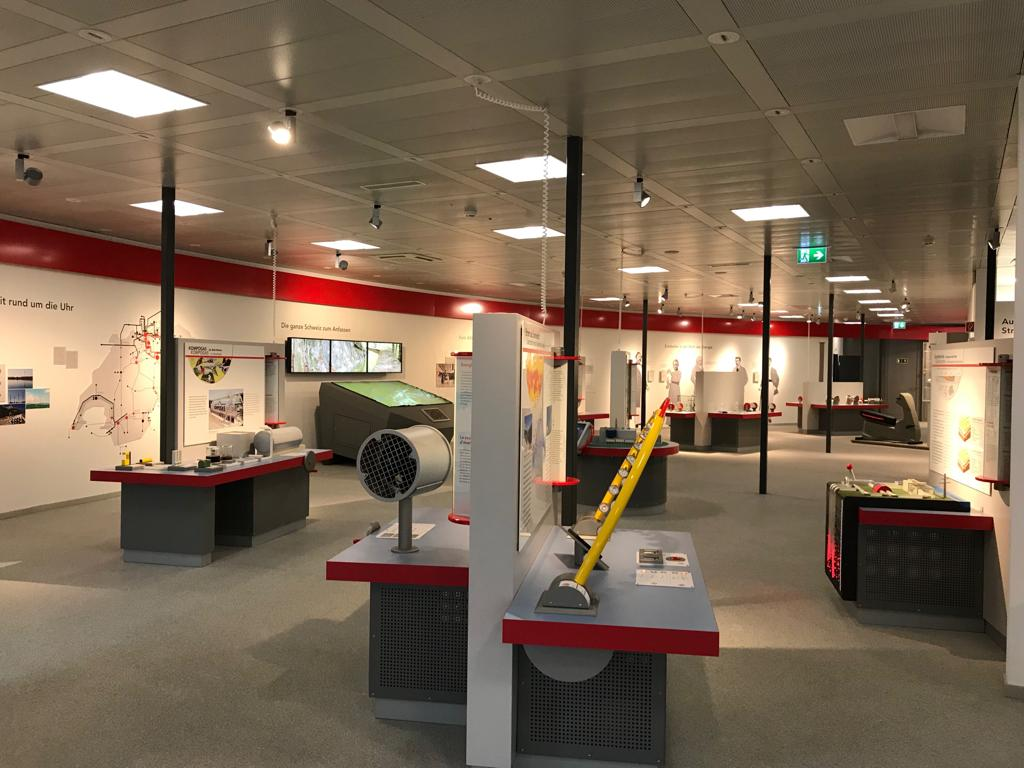
Exponate zum Ausprobieren und Entdecken

Die Kantone Zürich, Aargau, Glarus, Zug, Solothurn und Thurgau schlossen sich 1914 zur NOK (Nordostschweizerische Kraftwerke AG) zusammen. Sie übernahmen die Kraftwerke Beznau-Löntsch und bauten 1920 ihr erstes eigenes Wasserkraftwerk am Rhein. 1929 schloss sich die SAK (St. Gallisch-Appenzellische Kraftwerke) und die NOK zusammen. 1951 kam auch der Kanton Appenzell Innerrhoden dazu. 1969 baute die NOK ihr erstes Kernkraftwerk in der Schweiz, das KKB 1 (Kernkraftwerk Beznau). 2009 wurde die NOK zur Axpo.

## Geschichte des Axporamas
Das Axporama wurde 1973 von der NOK gebaut. Damals war es lediglich eine Informationsstätte für die neuen Kernkraftwerke Beznau 1 und 2, die auf der gegenüberliegenden Seite des Flusses liegen. Da die Nutzung der Kernenergie zu Beginn der 70er Jahre eine Neuheit war, wollte man den interessierten Personen zeigen, wie genau die Kernenergie zur Stromproduktion eingesetzt wurde. 2006 wurde das ursprüngliche Gebäude zum heutigen Axporama umgebaut. Der Keller wurde ausgebaut und die Ausstellung wurde auf andere Energieträger zur Gewinnung von Strom ausgeweitet. Die Ausstellung bezog sich fortan nicht mehr nur auf das Kernkraftwerk Beznau, sondern allgemein auf das Thema Energie in der Schweiz.

## Ausstellung

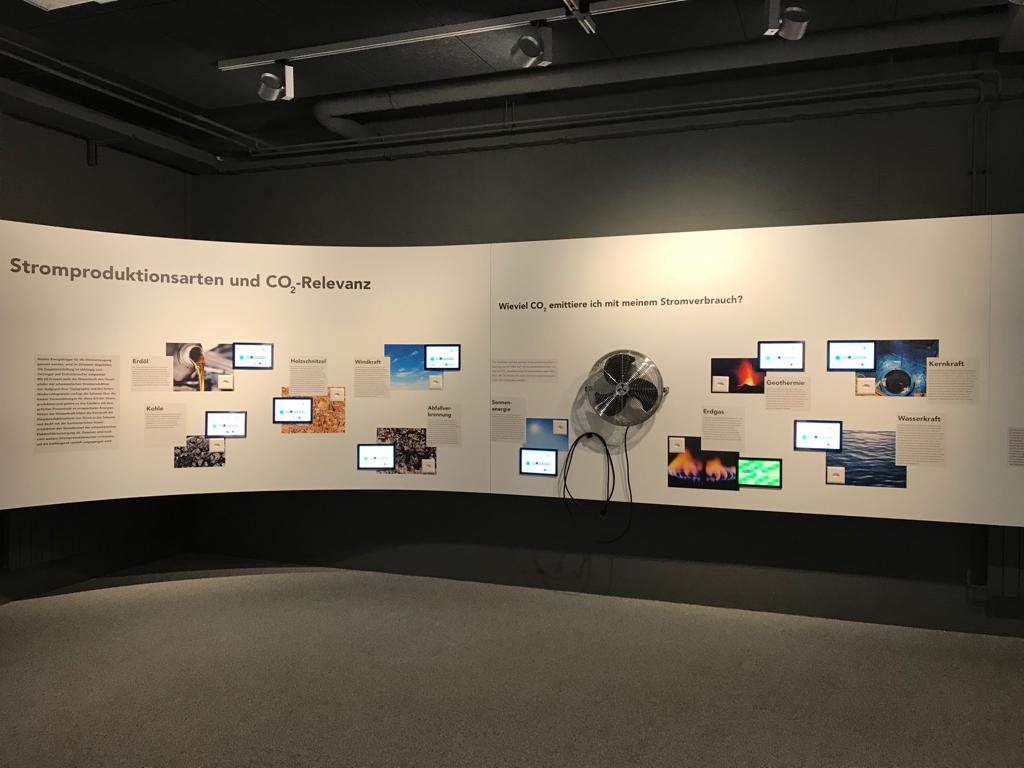
Stromproduktionsarten im Axporama

Thematische Schwerpunkte der Ausstellung im Untergeschoss des Axporamas waren das Klima und die Folgen der weltweiten demographischen Entwicklungen. Der erste Teil thematisierte den Bevölkerungszuwachs in den letzten tausend Jahren bis in das Jahr 2050. Mit Bildern, Grafiken, Texten und interaktiven Medien wurden Themen wie Wasserkreislauf und steigender Kohlenstoffdioxidgehalt in der Luft behandelt. Zentral dabei war vor allem der Treibhauseffekt und der damit verbundene Klimawandel. Die Gründe und die Folgen wurden ebenfalls vorgestellt. Ebenfalls ein wichtiger Teil der Ausstellung waren der weltweite Stromverbrauch und die verschiedene Stromprofile der einzelnen Ländern. Im Erdgeschoss standen viele Exponate und verschiedene Maschinen zum Ausprobieren und Entdecken, wie Strom und Energie zusammenhängen und funktionieren. Ziel war es, der Öffentlichkeit das Thema Energie näher zu bringen. Ein Schwerpunkt war dabei die Nutzung von Strom im Alltag. Zudem wurden verschieden wichtige Persönlichkeiten vorgestellt, die in der Geschichte des Stroms eine wichtige Rolle spielen und gespielt haben. Dazu gehören zum Beispiel James Watt und Marie Curie. Am Ende wurden verschiedene Arten der Stromproduktion vorgestellt. Wasserkraftwerke, Windkraftwerke, Geothermiekraftwerke etc. Im hinteren Teil der Ausstellung wurde auch die Kernenergie thematisiert. Dabei stand das Kernkraftwerk Beznau im Vordergrund. Aufgezeigt wurden die Funktionsweise eines Kraftwerks, und die Lagerung der radioaktiven Abfälle.

### Änderungen
Die Ausstellung war thematisch grundsätzlich immer gleich gestaltet. Regelmässig wurden jedoch Anpassungen vorgenommen und der Wandel in der Energiebranche somit abgebildet.

## Neue Standorte Ausstellungs-Objekte
Die Exponate der Axporama-Ausstellung haben u. a. im Infozentrum des Kernkraftwerks Leibstadt (KKL), in der Umwelt Arena Schweiz und im Verkehrshaus der Schweiz einen neuen Standort gefunden.